# Lista över filmer som har blivit datorspel
Listan innehåller filmer och TV-serier som även har släppts som datorspel. Listan innehåller inte filmer som enbart har blivit brädspel, kortspel etc. 
- Æon Flux
- Alien
- Arthur and the Invisibles
- Attack of the Killer Tomatoes
- Batman
- Beetlejuice
- Bill & Ted's Excellent Adventure
- Bram Stoker's Dracula
- Bond
- Cliffhanger
- Cobra
- Cutthroat Island
- Darkman
- Days of Thunder
- Demolition Man
- Den lilla sjöjungfrun
- Den siste actionhjälten
- Die Hard
- Dirty Harry
- Ducktales
- Dödligt vapen
- Ensam hemma
- Familjen Addams
- Familjen Flinta
- E.T. the Extra-Terrestrial
- The Evil Dead
- Fredagen den 13:e
- Ghostbusters – Spökligan
- Gilligan's Island
- Gremlins
- Highlander
- Hook
- Independence Day
- Indiana Jones
- Jetsons
- Jurassic Park
- King Kong
- Lejonkungen
- Mad Max
- Motorsågsmassakern
- Rambo
- Robin Hood: Prince of Thieves
- Robocop
- Rocketeer
- Rocky
- Rovdjuret
- Sagan om ringen
- Simpsons
- South Park
- Star Trek
- Star Wars
- Stargate
- Swamp Thing
- Teenage Mutant Ninja Turtles
- Terminator
- Terror på Elm Street
- Thunderbirds
- Tillbaka till framtiden
- Top Gun
- Tron
- True Lies
- Underworld
- Waterworld
- Wayne's World
- Who Framed Roger Rabbit
- Willow